# Rise (série de televisão)
Rise é uma série de televisão de drama musical criada por Jason Katims e Jeffrey Seller baseada no livro Drama High de Michael Sokolove, estrelando Josh Radnor como o protagonista Lou Mazzuchelli, baseado no professor da vida real Lou Volpe.
Seu piloto foi encomendado pela NBC em 4 de maio de 2017, juntamente com a série The Brave, fazendo com que ambas sejam as primeiras encomendas do canal para a temporada 2017-18 de séries nos Estados Unidos. A primeira temporada consistirá em 10 episódios e estreou em 13 de março de 2018. A série é baseada no programa de teatro famoso na Escola Secundária Harry S. Truman, em Bucks County, Pensilvânia.
Em 11 de maio de 2018, a NBC cancelou a série após uma temporada.

## Elenco e personagens

### Principal
- Josh Radnor como Lou "Mr. Mazzu" Mazzuchelli,[6] um professor de inglês da Stanton High que quer reinventar as apresentações de teatro da escola. Ele assume o clube de drama Stanton e empurra para executar o musical Spring Awakening.
- Marley Shelton como Gail Mazzuchelli,[7] a esposa de Lou, que apoia seu plano de assumir o departamento de teatro de sua escola.
- Rosie Pérez como Tracey Wolfe,[8] o diretora assistente que anteriormente foi oferecida o cargo de diretora antes de ser substituída por Lou, embora ela permaneça e apoie Lou.
- Auliʻi Cravalho como Lilette Suarez,[9][10]  uma estudante do ensino médio e membro do clube de drama Stanton no papel principal de Wendla, que tem problemas com a mãe em casa.
- Damon J. Gillespie como RobbieThorne,[6] o quarterback inicial do time de futebol Stanton, que é escalado no papel principal de Melchior; Ele também visita e cuida de sua mãe em um hospital.
- Shirley Rumierk como Vanessa Suarez,[11] a mãe de Lilette que tem um caso com o treinador de futebol e guarda segredos de sua filha.
- Joe Tippett como Sam Strickland,[11] o teimoso e rigoroso treinador de futebol Stanton que valoriza o esporte nas artes.
- Ted Saunders,[11] um estudante nascido em uma família religiosa muito conservadora, que geralmente é escalado nos papéis principais nas produções teatrais de Stanton, mas depois é escalado no papel de Hänschen.
- Amy Forsyth como Gwen Strickland,[11] a filha do treinador Strickland e membro do clube de teatro Stanton, que tem problemas em casa devido ao caso do pai; ela geralmente é escalada nos principais papéis femininos, mas é escalada como personagem de apoio Ilse.
- Rarmian Newton como Maashous Evers,[8] um estudante sem-teto que é o designer de iluminação do clube de teatro.
- Casey Johnson como Gordy Mazzuchelli,[7] filho de Lou, que está tendo problemas com álcool.
- Taylor Richardson como Kaitlin Mazzuchelli,[11] filha de Lou

### Recorrente
- Ellie Desautels como Michael Hallowell,[12] uma estudante transexual, anteriormente membro do coral de Stanton e agora um novo membro do clube de teatro de Stanton, no papel de Moritz.
- Shannon Purser como Annabelle Bowman,[13] um membro do clube de drama de Stanton.
- Sean Grandillo como Jeremy Travers,[14] um novo membro do clube de drama de Stanton, no papel de Ernst, parceiro de Simon na peça.
- Alexis Molnar como Lexi, um estudante na trupe de drama.
- Tiffany Mann como Cheryl, uma estudante na trupe de drama.
- Caroline Pluta como Violet, um estudante na trupe de drama.
- Jennifer Ferrin como Denise Strickland, mãe de Gwen, que atua como figurinista do Spring Awakening
- Stephanie J. Block como Patricia Saunders,[15] mãe de Simon.
- Stephen Plunkett como Robert Saunders, pai de Simon.
- Mark Tallman as Detrell Thorne,[15] pai de Robbie.
- Diallo Riddle como Andy Kranepool,[16] um professor em Stanton que é atraído por Tracey.
- Tom Riis Farrell como o Sr. Baer, diretor da banda da Stanton High.
- Niloy Alam como Sundeep, o guutarrusta da Stanton High.
- Billy Joe Kiessling como o violinista da Stanton High.
- Sumi Yu como a violinista da Stanton High.
- Pance Pony como o violoncelista da Stanton High.

## Episódios
| N.º | Título                             | Dirigido por        | Escrito por                      | Exibição original   | Audiência nos EUA (milhões) |
| --- | ---------------------------------- | ------------------- | -------------------------------- | ------------------- | --------------------------- |
| 1 | "Pilot"                            | Mike Cahill         | Jason Katims                     | 13 de março de 2018 | 5.50                        |
| O professor de inglês da Stanton High School, o Sr. Lou Mazzuchelli, sempre tenta inspirar seus alunos, mas também quer inspirá-los para a arte do teatro. O diretor permite que ele seja o novo diretor do clube de teatro de Stanton, apesar de ter oferecido anteriormente o papel de assistente de longa data, Tracey Wolfe. Embora descontente, Tracey permanece como assistente de direção, persuadida pela determinação de Lou de mudar o clube de teatro. Spring Awakening é escolhida como a nova peça; Lillette é escalada como Wendla, Gwen como Ilse e Simon como Hänschen. Lou deixa Robbie Thorne, a estrela do futebol americano de Stanton, retomar um teste se ele fizer audições para a peça; O técnico Strickland se opõe, mas admite. Robbie é escalado como Melchior (o papel principal masculino). Lou pede que Robbie se comprometa totalmente com a peça; Robbie faz isso depois que sua mãe o convence a fazer o que ele quer. Mais tarde, em uma reunião, o diretor obriga Lou a renunciar ao cargo de diretor do clube devido ao conteúdo de sua peça, restabelece Tracey e atribui uma nova peça. Mas o clube de teatro—e Tracey—apoia Lou, protestando do lado de fora queimando roupas de teatro; Robbie ameaça largar o futebol a não ser que Lou e sua peça permaneçam; o diretor e o treinador Strickland cedem, enquanto a fogueira continua. |                                    |                     |                                  |                     |                             |
| 2 | "Most of all to Dream"             | Rosemary Rodriguez  | Jason Katims                     | 20 de março de 2018 | 5.39                        |
| Depois do discurso da reunião do distrito de Lou, Tracey interrompe a apresentação do departamento de futebol e apela para financiamento —com algum sucesso. Maashous, o estudante de iluminação sem lar, fica com o Mazzuchelli. Robbie, chamado para praticar futebol no dia do ensaio de teatro, esquece suas falas. Lillette consegue encontrar Robbie à noite para treinar, mas ele pratica futebol. Eles correm linhas e ligam em seu intervalo de trabalho. Mas um dia ela o vê beijar outra garota. Gordy, depois de um acidente de carro e mudança de personalidade, insiste que ele pare de beber - mas o licor é encontrado em seu armário. O Mazzuchelli quer enviar Gordy para a reabilitação, mas o treinador Strickland se oferece para trabalhar com Gordy. Simon ("Hänschen") não beija Jeremy ("Ernst") pelo roteiro na prática. Jeremy pede para estudar com Simon no sábado à noite, mas Simon vai a um encontro com Annabelle. Lillette admite o caso de sua mãe com o treinador Strickland para sua filha Gwen. Gwen ("Ilse", em vez de seu papel principal de costume) usa sua dor para executar "The Song of Purple Summer", como Lou quer. Michael pede para mudar no camarim do menino. Os pais de Simon, em oposição à peça (embora o padre confie em Simon se ele confia no diretor), matriculem Simon em uma escola preparatória.                  |                                    |                     |                                  |                     |                             |
| 3 | "What Flowers May Bloom"           | Rosemary Rodriguez  | Kerry Ehrin                      | 27 de março de 2018 | 4.48                        |
| A visão de projeto de Lou se choca com o orçamento de Tracey. Simon anuncia que ele está saindo da Stanton High. Shirley termina seu caso com o treinador Strickland. Gordy, ocupado pelo treinador Strickland, não pode dividir um quarto com Maashous e se isolar da família. Lou encontra a mãe adotiva de Maashous sentada em seu carro, isolando-se de seus filhos adotivos. Lillette e Robbie visitam sua mãe no hospital. Lou tenta conversar com os pais de Simon; o pai é inflexível, mas a mãe mais tarde encontra Lou com perguntas. |                                    |                     |                                  |                     |                             |
| 4 | "Victory Party"                    | Patrick Norris      | Russel Friend & Garrett Lerner   | 3 de abril de 2018  | 4.42                        |
| O irmão de Andy Kranepool conserta uma sobrecarga no painel de iluminação. Andy pergunta a Lou se ele deveria perguntar a Tracey. Tracey aceita, mas na data está com raiva quando ela acha que Lou montou, mas Andy garante que foi ideia dele. Robbie convida Lillette para a “festa da vitória” pós-jogo; Lillette convida Simon. Simon avisa Robbie contra ferir Lillete. Stanton High perde um grande jogo de futebol; a festa é realizada após o jogo de qualquer maneira. O pai de Robbie conta a Lillette a importância de Robbie se destacar no futebol. Simon traz o clube de teatro para a festa. Quando alguns jogadores de futebol brigam com Michael, Robbie intervém, alienando assim o resto da equipe. Gordy, na casa de sua prima, foge para a festa de futebol americano e bebe bebidas alcoólicas, desafiando Lou. A mãe de Simon acha que eles deveriam reconsiderar a transferência escolar de Simon, mas seu pai não concorda. |                                    |                     |                                  |                     |                             |
| 5 | "We've Got All Our Junk"           | Patrick Norris      | Ian Deitchman & Kristin Robinson | 10 de abril de 2018 | 4.40                        |
| Depois, Gordy é encontrado por seus pais e uma briga segue, algumas regras básicas são estabelecidas. Enquanto isso, alguns relacionamentos são testados. Robbie e Lillete estão divididos sobre se devem permanecer amigos ou se levar mais a sério sobre seu relacionamento. As personalidades musicais colidem durante os ensaios, mas ambos os instrutores chegam a um acordo depois de ouvir versões instrumentais de "We All Got Our Junk". Simon retorna para sua amada escola e sua casa em Stanton. |                                    |                     |                                  |                     |                             |
| 6 | "Bring Me Stanton"                 | Allison Liddi-Brown | Denise Hahn                      | 17 de abril de 2018 | 4.21                        |
| Lou e Gail livram sua casa de álcool. Como o horário de trabalho de Lilette mudou, a os ensaios são realizadis mais tarde. O treinador Strickland se recusa a deixar Robbie fazer jogar a menos que ele saia da pexa, citando sua má atitude e incapacidade de conhecer as jogadas. Sasha diz a Tracey que ela está grávida. Simon continua perseguindo Annabelle para evitar Jeremy, que tem sentimentos por Simon. Lou libera os estudantes no início do ensaio, após reclamações sobre os próximos períodos intermediários. Vanessa, apesar das finanças limitadas, planeja processar seu ex-chefe por assédio sexual. Lou destroi o modelo definido no dia seguinte e, em vez disso, pede aos alunos que salvem artefatos significativos da cidade. Alguns estudantes tentam, sem sucesso, roubar uma placa da antiga usina siderúrgica. Gwen distrai a polícia para que os outros possam escapar; seu pai, o treinador Strickland, providencia para que Gwen não seja acusada. Gwen o critica por seu caso com Vanessa. Robbie visita Lou, que incentiva Robbie tanto na atuação quanto no futebol. No dia seguinte, o treinador Strickland nota Vanessa trabalhando em seu motel. Os membros do elenco trazem uma vitrine da igreja com vitrais, placas, placas e outros itens recuperados; O treinador Strickland e outros trazem a placa da usina siderúrgica.          |                                    |                     |                                  |                     |                             |
| 7 | "This Will God Willing Get Better" | Peter Sollett       | Jason Katims                     | 24 de abril de 2018 | 4.20                        |
| Robbie continua a ser bancado pelo treinador Strickland. Sasha recebe dinheiro de outro colegial e é confrontado por Michael. Uma corrida da peça é caótica. O treinador Strickland e Vanessa retomam seu caso. Lou e Gail trazem Gordy para o tratamento do alcoolismo. Simon continua falando com Annabelle. Sasha é confrontado novamente durante os ensaios. A mãe de Maashous tem permissão para se encontrar com eseu filho. As vendas de ingressos para o Spring Awakening são baixas; Lou descobre a venda de ingressos para o orçamento do teatro do ano seguinte. Lou fala com Robbie sobre o seu papel. Jeremy é rejeitado por Simon. Maashous tenta consertar o secador depois de quebrá-lo e é pego. Durante um jantar na peça, Michael briga com o namorado de Sasha. Maashous tenta fugir, mas é persuadido a ficar em casa. O tratamento de Gordy parece funcionar. Robbie continua abaixo do esperado e deixa o palco após as críticas de Lou. Lou deixa o ensaio, apesar das tentativas de Tracey de convencê-lo a ficar. Gwen encaixa um piercing no nariz e escapa do ensaio para ficar com Gordy, e eles dormem juntos na praia. Simon admite para Anabelle que ele estava fazendo amizade e não está realmente apaixonado. |                                    |                     |                                  |                     |                             |
| 8 | "The Petition"                     | Nestor Carbonell    | Jason Katims                     | 1 de maio de 2018   | 3.73                        |
| Lou é difamado por um programa de rádio por tirar Robbie do futebol. Lou descobre que as vendas de ingressos para a peça aumentaram, devido a um vídeo escandaloso postado no site da escola; o diretor exige que a pessoa responsável tire o vídeo. Os pais assinam uma petição sobre o conteúdo da peça. Maashous pede que o Sr. e a Sra. Mazzuchelli o levem para ver sua mãe, que está fora da prisão. Sasha e Michael vão ao médico e fazem um ultrassom. Lou deixa Robbie fora dos ensaios por uma semana para se concentrar no futebol; Robbie lidera uma vitória. Gwen ainda está zangada com o pai. Lilette descobre que o caso de Vanessa continua, discute com ela sobre isso e alega que não é responsável por cuidar de sua mãe; Vanessa sai de casa. Robbie leva Lou para visitar a mãe de Robbie. Os pais de Simon discutem depois que Robert forjou o nome de Patricia na petição. O diretor pede a Tracey para assumir o controle da peça e, em seguida, oferece a ela o departamento de teatro. |                                    |                     |                                  |                     |                             |
| 9 | "Totally Hosed"                    | Chris Koch          | Jon Caren                        | 8 de maio de 2018   | 3.75                        |
| Vanessa ainda está fora do apartamento quando o aluguel está vencido. Robbie defende Lilette quando o gerente do apartamento a incomoda sobre o aluguel. O clube de teatro tenta uma versão enfraquecida da peça, que o diretor aprova. Gordy ajuda o clube de teatro como serviço comunitário para o seu programa de recuperação. A irmã de Simon teme que seus pais se divorciem. A saúde da mãe de Robbie se deteriora e o plano é torná-la mais confortável. |                                    |                     |                                  |                     |                             |
| 10 | "Opening Night"                    | Michael Weaver      | Jason Katims                     | 15 de maio de 2018  | 4.10                        |
| Vanessa volta para casa, dizendo que tem um emprego na Filadélfia. O treinador Strickland consegue um lugar e diz a Gwen que ele e sua mãe estão dividindo sua custódia. Quando o diretor quer que a cena de surra seja tirada, Lou decide fazer a versão original de qualquer maneira, com o apoio dos alunos. Quando o diretor ordena que as luzes se apaguem, Tracey intercede, dizendo que os estudantes estão agindo de coração. O superintendente gosta do espetáculo, mas planeja cortar o clube de teatro para apaziguar os pais irritados. A mãe de Robbie vê o show; O pai de Robbie é o primeiro a ser ovacionado de pé. |                                    |                     |                                  |                     |                             |

## Recepção

### Resposta da crítica
No Rotten Tomatoes, a série possui uma classificação de aprovação de 58% com base em 36 avaliações, com uma classificação média de 6.04 / 10. O Metacritic, que usa uma média ponderada, atribuiu a série uma pontuação de 59 de 100 com base em 27 críticas, indicando "revisões mistas ou médias".

### Audiência
| №  | Título                             | Exibição original   | Rating/share (18–49) | Audiência (em milhões) | DVR (18–49)    | Audiência em DVR (milhões) | Total (18–49)  | Audiência total (em milhões) |
| -- | ---------------------------------- | ------------------- | -------------------- | ---------------------- | -------------- | -------------------------- | -------------- | ---------------------------- |
| 1  | "Pilot"                            | 13 de abril de 2018 | 1.2/5                | 5.50                   | 0.7            | 2.88                       | 1.9            | 8.38                         |
| 2  | "Most of All to Dream"             | 20 de março de 2018 | 1.1/4                | 5.39                   | por determinar | por determinar             | por determinar | por determinar               |
| 3  | "What Flowers May Bloom"           | 27 de março de 2018 | 0.8/3                | 4.48                   | por determinar | por determinar             | por determinar | por determinar               |
| 4  | "Victory Party"                    | 3 de abril de 2018  | 0.8/3                | 4.42                   | por determinar | por determinar             | por determinar | por determinar               |
| 5  | "We've Got All Our Junk"           | 10 de abril de 2018 | 0.8/3                | 4.40                   | por determinar | por determinar             | por determinar | por determinar               |
| 6  | "Bring Me Stanton"                 | 17 de abril de 2018 | 0.8/3                | 4.21                   | por determinar | por determinar             | por determinar | por determinar               |
| 7  | "This Will God Willing Get Better" | 24 de abril de 2018 | 0.7/3                | 4.20                   | por determinar | por determinar             | por determinar | por determinar               |
| 8  | "The Petition"                     | 1 de maio de 2018   | 0.7/3                | 3.73                   | por determinar | por determinar             | por determinar | por determinar               |
| 9  | "Totally Hosed"                    | 8 de maio de 2018   | 0.7/3                | 3.75                   | por determinar | por determinar             | por determinar | por determinar               |
| 10 | "Opening Night"                    | 15 de maio de 2018  | 0.7/3                | 4.10                   | por determinar | por determinar             | por determinar | por determinar               |